# Husarö lotsmuseum

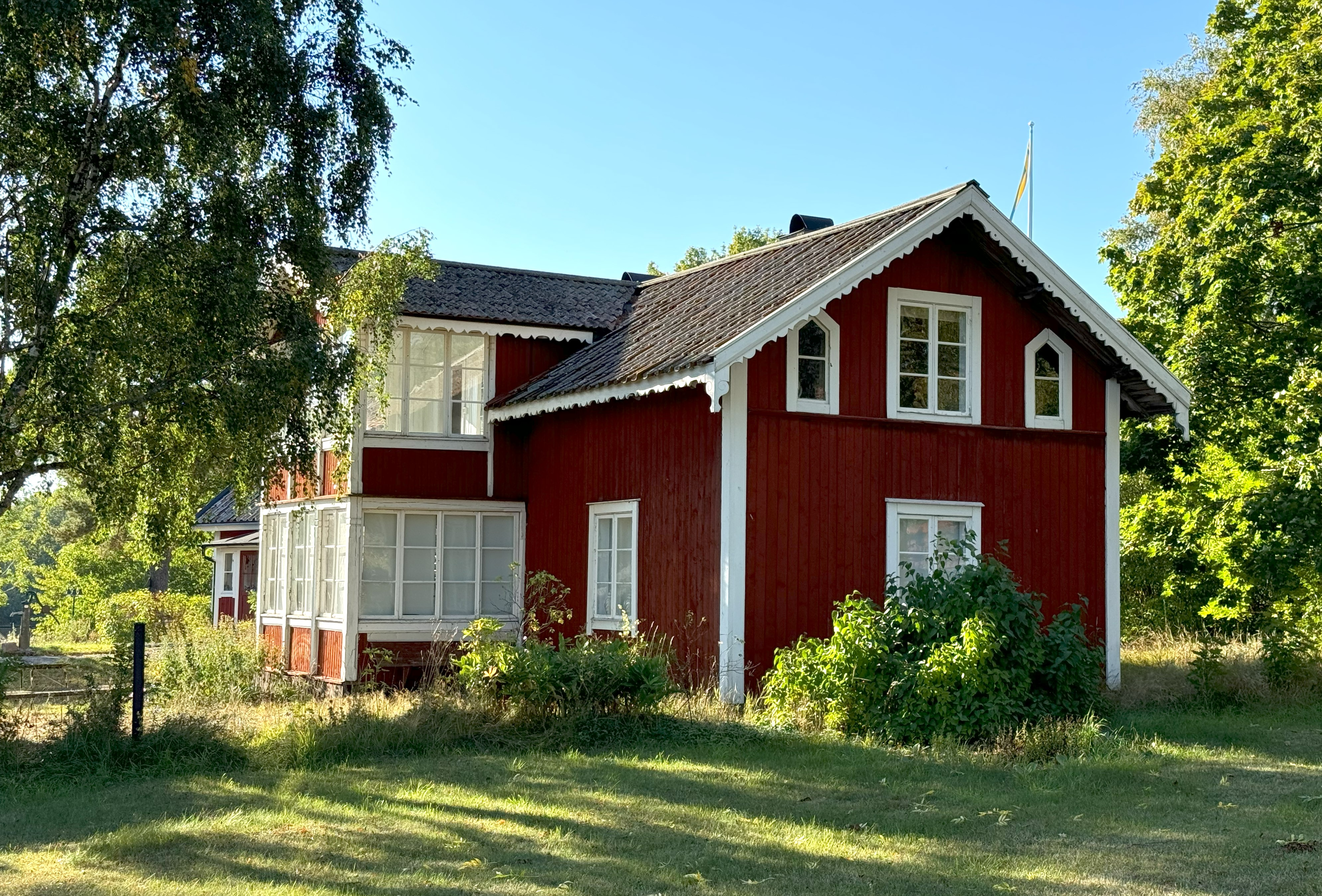
Sundströmska lotsgården, med Husarö lotsmuseum på bottenvåningen.

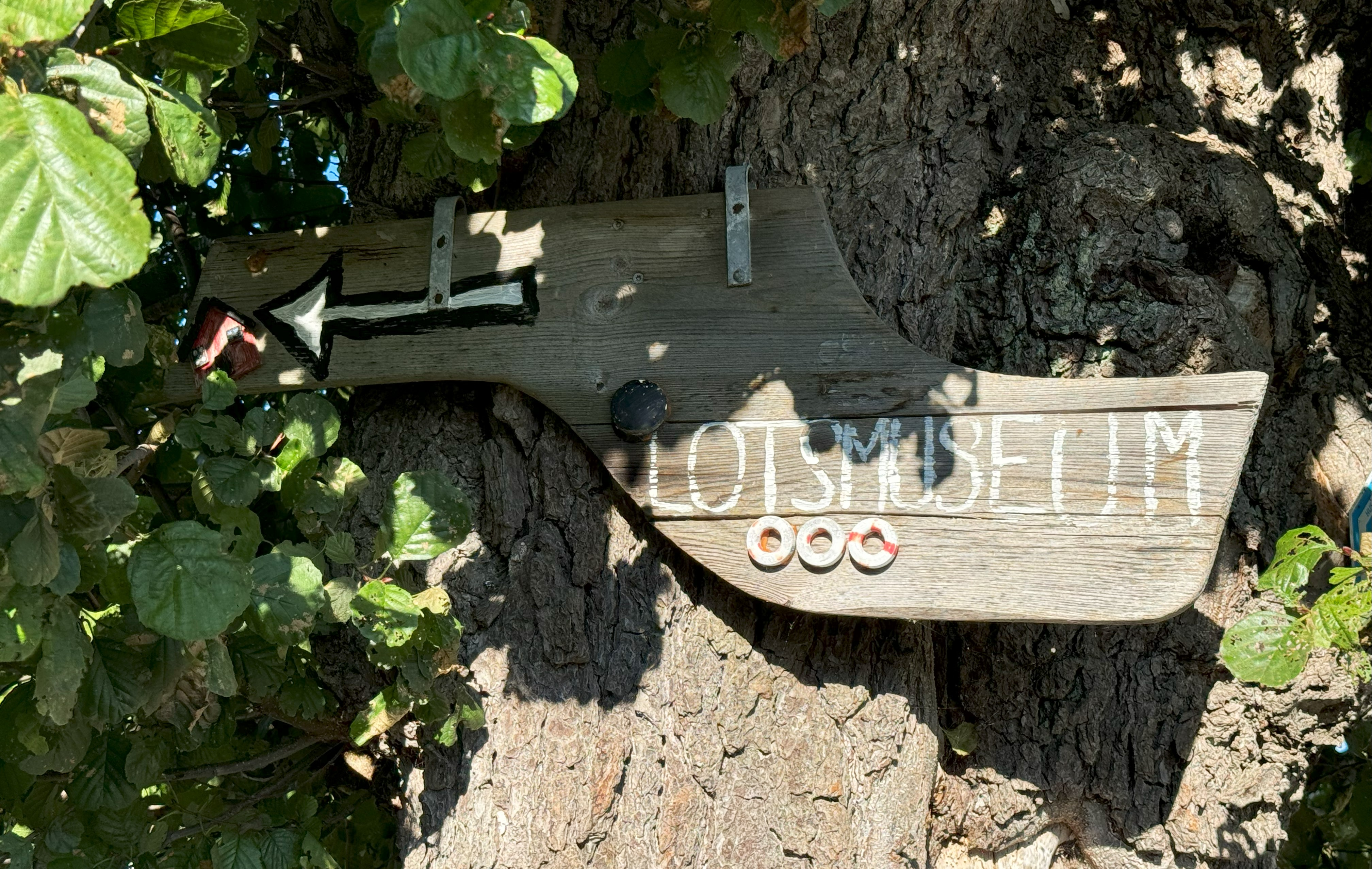

Husarö lotsmuseum är ett arbetslivsmuseum på Husarö i mellersta Stockholms skärgård i Österåkers kommun i Stockholms län.
Lotsmuseet på Husarö började byggas upp 1990 av Åke Öhman (1924-2009). Samlingarna beskriver lotsning och skärgårdslivets historia. Museet är inrymt i Sundströmska lotsgården. Den var bostad för öns siste mästerlots Reinhold Sundström (1866-1942). 
Husarö lotsplats inrättades 1740 och lades ned 1912. Lotsarna på Husarö lotsade söderut fartyg till Sandhamn och till
Berghamns lotsplats vid Runmarö. Norrut lotsade de till Oxhalsö och Furusund.
Museet bedrivs av den 2013 bildade föreningen Husarö Lotsmuseum och Hembygdsförening, som övertog ansvaret från den 2004 bildade föreningen Husarö Lotsmuseum.